# Estlands nationalbibliotek

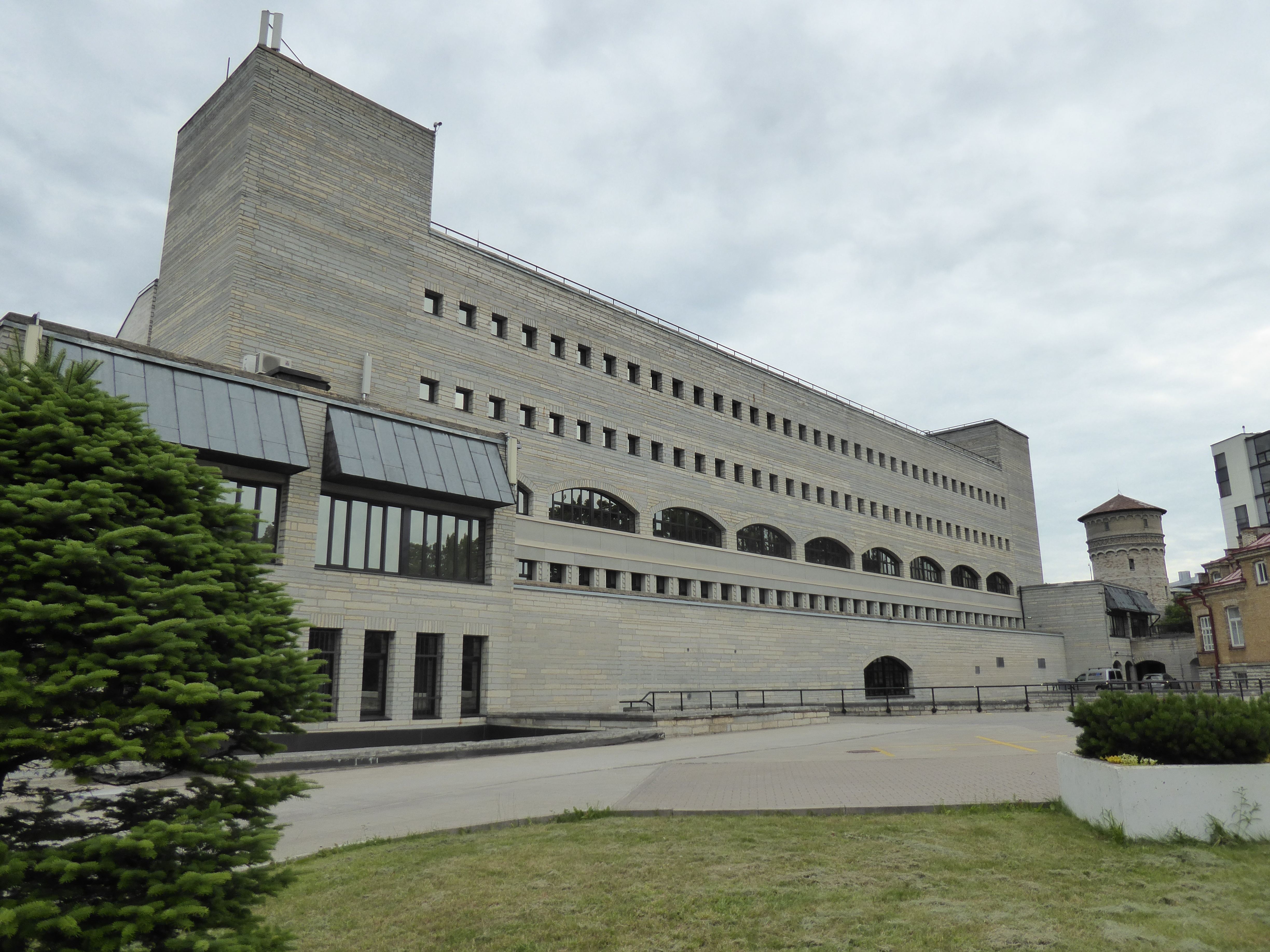
Nationalbibliotekets moderna byggnad i centrala Tallinn.

Estlands nationalbibliotek, estniska: Eesti Rahvusraamatukogu, är ett nationalbibliotek och en offentlig institution i Estlands huvudstad Tallinn. 
Biblioteket har till uppgift att bevara Estlands kulturarv och samla litteratur utgiven i Estland eller som behandlar Estland, samt förse Estlands parlament och andra offentliga institutioner med informationstjänster, fungera som biblioteks- och informationscentrum och vidareutbilda bibliotekarier, samt även fungera som kulturcentrum. En särskild avdelning för äldre sällsynta verk finns. Sedan 1919 är nationalbiblioteket pliktbibliotek för all litteratur utgiven i Estland. Mellan 1953 och 1988 var nationalbiblioteket uppkallat efter den "den estniska litteraturens fader", författaren och folkloristen Friedrich Reinhold Kreutzwald (1803–1882).
Byggnaden, ritad av Raine Karp, ligger på Tõnismägi 2 i centrala Tallinn och uppfördes 1985 till 1993. Innan den nuvarande byggnaden invigdes var verksamheten från 1948 till 1992 inrymd i Estniska Riddarhuset på Domberget. 
Administrativt styrs verksamheten av en styrelse med medlemmar utsedda av Riigikogu. Byggnaden är tillgänglig för allmänheten under förutsättning att besökare uppvisar lånekort vid inpassering.